# 陳志祥 (香港)
陳志祥（1974年—），黑幫成員、農民，綽號西瓜佬，2019年元朗襲擊事件中的襲擊者之一，其在元朗襲擊事件中襲擊立場新聞女記者何桂藍並被正面拍下襲擊影像。雖然陳志祥已被香港警方拘捕，但他截至2024年仍未被起訴，原因沒有交代。

## 生平

### 經營農莊
元朗襲擊事件前，陳志祥是香港的農場KOL，陳志祥在錦田沙埔村經營『小牛農莊』，每年會到大埔農墟擺賣。不時接受傳媒訪問介紹其小牛農莊的有機農作物。他的農莊種植西瓜、白玉苦瓜、節瓜等各種瓜類，當中以西瓜為主，包括哈密、黑美人等品種。颱風山竹吹襲香港期間，陳志祥的農場大批遮雨棚受損，令產量受影響。

### 幫會背景
在元朗長大的陳志祥具黑幫背景，属元朗14K的分支，為「蝦碌」的下屬，並活躍於荃灣。

## 元朗站襲擊事件
2019年7月21日元朗襲擊事件中，陳志祥向立場新聞女記者何桂藍作出正面攻擊，岂料其影像被何桂藍倒地前拍下，成為元朗襲擊事件的代表性影像之一。在成功擊倒何桂藍後，陳志祥衝到港鐵車廂繼續攻擊其它市民，整個襲擊過程亦被完整攝錄。
接著的示威活動中，香港民眾經常在遊行中以警方事發多月在罪證確鑿的情況下仍未將陳志祥起訴而質疑警黑合作。有消息指他已潛逃外地，而他擁有的農莊亦沒有人應門，農莊電話無人接聽；惟無法證實消息是否屬實。